# William Walworth
Sir William Walworth (Londra, 1322 – Londra, 1385) è stato un politico inglese, per due volte Lord sindaco della City di Londra negli anni 1374-1375 e 1380-1381.
È conosciuto soprattutto per aver ucciso Wat Tyler durante la Rivolta dei contadini nel 1381.

## Biografia
Nacque da una famiglia originaria di Durham e fu apprendista di John Lovekyn, un membro della Fishmongers Guild: succedette poi al suo capo come aldermanno del Bridge ward nel 1368, divenendo poi sceriffo nel 1370 e lord sindaco della City di Londra nel 1374.
Si dice che abbia soppresso l'usura a Londra durante il suo mandato di sindaco. Il suo nome figura spesso come anticipatore di prestiti a re Riccardo II d'Inghilterra. Sostenne lo zio del re, Giovanni Plantageneto, I duca di Lancaster, a seguito della forte opposizione esistente contro di lui.
William Walworth lavorò per un certo tempo alla dogana alle dipendenze di Geoffrey Chaucer. Nel libro di John Gardner, "The Life and Times of Chaucer", Walworth è descritto come uno dei più importanti mercanti, tutti amici di Alice Perrers, che usò la sua influenza nei confronti del re. Nel suo libro Gardner dice che, secondo le proteste fatte alla Camera dei Comuni, questo gruppo si era accordato per aumentare i prezzi delle derrate alimentari, prestava denaro al re con alti tassi d'interesse e per interesse personale costringeva il re a fare delle leggi in loro favore.
L'episodio più famoso che lo riguarda fu l'incontro con Wat Tyler durante la rivolta dei contadini, nel suo secondo mandato come lord sindaco. Nel giugno di quell'anno, quando Tyler ed i suoi seguaci entrarono a Londra, Walworth difese il London Bridge contro di essi; egli era in compagnia di Riccardo II quando incontrò gli insorti a Smithfield ed uccise il capo ribelle in circostanze non molto chiare, divenendo così il difensore della città. Per questo servizio venne nominato cavaliere e gli venne assegnato un vitalizio. In seguito fu a capo di due organizzazioni incaricate di ristabilire la pace nella contea del Kent.
Morì nel 1385 e venne sepolto nella chiesa di St. Michael a Crooked Lane, della quale era stato un grande benefattore. Sir William Walworth fu il più celebre membro del Fishmongers Guild; divenne l'eroe favorito dei racconti popolari ed è citato nel Nine Worthies of London del 1592 di Richard Johnson.